# Емил Червеняков
Емил Младенов Червеняков е български инженер, комунист и политик.

## Биография
Роден е на 19 февруари 1918 г. в Сталийска махала, Ломско. От 1937 г. става член на РМС и секретар на марксистко-ленински кръжоци. Същата година се дипломира като техник земемер. Работи при различни частни предприемачи. През 1941 г. започва работа в Министерството на земеделието. През годините на Втората световна война е ятак на партизаните в Ломския край. От 1944 г. става член на БКП. През 1953 г. завършва строително инженерство, а след това започва работа като главен диспечер в Министерството на строежите, като отговарящ за строежа на заводи в България. От 1957 г. заминава за Латакия, Сирия, където е директор на строежи за силози за зърнени храни. От 1960 г. е завеждащ сектор в ЦК на БКП. По-късно е заместник-завеждащ отдел „Строителство“ при ЦК на БКП. През юни 1961 г. става заместник-министър на строежите и пълномощник на Министерския съвет, както и началник на строежа на Кремиковци. С указ № 767 от 4 ноември 1963 г. е обявен за герой на социалистическия труд по случай пуска на първия етап на Кремиковци. От 1965 г. е първи заместник-министър на строежите. След това е генерален директор на ДСО „Промишлено строителство“. Между 1973 и 1974 г. е генерален директор на главна дирекция „Строителство на НРБ в СССР“. В продължение на 10 години е първи заместник-министър на металургията и минералните ресурси. През 80-те години е първи заместник-министър на енергийно-суровинните ресурси. В периода 25 април 1971 – 5 април 1986 г. е член на Централната контролно-ревизионна комисия на БКП. Носител е на ордените „Червено знаме на труда“ (1959), „Народна република България“ I ст. (1968), „Народна свобода 1941 – 1944 г.“, „Георги Димитров“ (1978) и съветския „Дружба между народите“ (1974).